# آنجلین کوئینتو
آنجلین کوئینتو (زاده ۲۶ نوامبر ۱۹۸۹) خواننده، بازیگر و شخصیت تلویزیونی فیلیپینی است. موسیقی کوئینتو که به خاطر دامنه آوازی و سبک خوانندگی روح‌انگیزش شناخته می‌شود، به دلیل محتوای متن ترانه و مضامین عشق، دلشکستگی، و توانمندسازی مورد تحسین منتقدان قرار گرفته‌است و در موسیقی متن فیلم‌ها و سریال‌های تلویزیونی در فیلیپین به نمایش درآمده است.
کوئینتو که در سامپالوک، مانیل متولد شد، اولین بار پس از برنده شدن در برنامه استعدادیابی تلویزیونی استار پاور در سال ۲۰۱۱ به شهرت رسید. که توسط تک آهنگ/آلبوم "Patuloy Ang Pangarap" ("رویا ادامه دارد") پرآوازه شد. این آلبوم توسط انجمن صنعت ضبط فیلیپین گواهی دو برابر پلاتین دریافت کرد و کوئینتو جایزه Aliw را برای بهترین هنرمند جدید به ارمغان آورد. آلبوم بعدی او، Fall In Love Again (۲۰۱۲)، شامل آهنگهایی از فیلم‌ها و سریال‌های تلویزیونی بود. با Sana Bukas pa ang Kahapon (2014)، کوئینتو اولین هنرمند فیلیپینی شد که تمام آهنگ‌ها را برای موسیقی متن یک برنامه تلویزیونی ضبط کرد. او تصویر و سبک خود را با انتشارهای بعدی، Higher Love (2013) و @LoveAngelineQuinto (2017) دوباره ابداع کرد و به دلیل رشد و بلوغ هنری خود مورد تحسین قرار گرفت.

## زندگی و حرفه

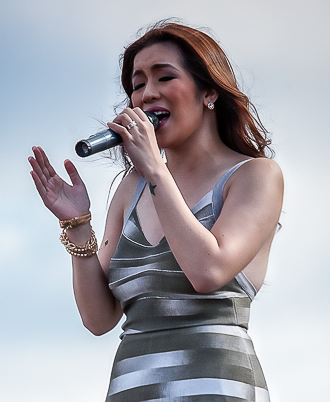
اجرای آنجلین کوئینتو در باریو فیستا در بریتانیا - آوریل ۲۰۱۴

آنجلین کوئینتو در ۲۶ نوامبر ۱۹۸۹ از خانواده پاپ کویروس و رزماری سوزان مابائو به دنیا آمد. او توسط پدربزرگش، سیلویا «باب» کوئینتو، در سامپالوک، مانیل به فرزندی پذیرفته شد. کوئینتو که در ابتدا در دوران کودکی اش خشمگین بود، بعداً پیوند نزدیکی با مادر خوانده اش به اشتراک گذاشت و او را به عنوان ابزاری برای دستاوردهایش به حساب آورد. کوئینتو از شش سالگی شروع به خوانندگی کرد. او به آهنگ‌هایی از رادیو گوش می‌داد و از سبک‌های آواز هنرمندان زن تقلید می‌کرد. در سن نه سالگی، او در اولین مسابقه خوانندگی آماتور خود شرکت کرد.